# 256色

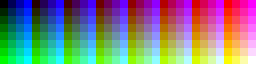
256色表

256色是將圖像信息存儲在電腦的存儲器或圖像文件中的方法，使得每個像素由一個8位之字節表示，也就是8-bit(3:2:3)模式。任何時候可以顯示的最大顏色數為256。GIF便是採用256色的一種圖像格式。

## 另見
- 高彩色
- 色彩深度